# Ngô Kiều
Ngô Kiều (chữ Hán giản thể: 吴桥县, âm Hán Việt: Ngô Kiều huyện) là một huyện thuộc địa cấp thị Thương Châu, tỉnh Hà Bắc, Cộng hòa Nhân dân Trung Hoa. Huyện Ngô Kiều có diện tích 579 ki-lô-mét vuông, dân số năm 1999 là 274.184 người. Mã số bưu chính của Ngô Kiều là 061800. Ngô Kiều nằm ở bình nguyên Hoa Bắc, có độ cao so với mực nước biển 14-22m，phía nam cao, phía bắc thấp. Do nằm gần Bột Hải nên đất bị nhiễm mặn cao. Nhiệt độ trung bình năm 12,6 °C, bình quân tháng 1 là -4 °C, tháng 7 bình quân 26,9 °C.